# HD 165516
HD 165516，又名BD-21 4855，SAO 186302、HR 6762，是一颗恒星，视星等为6.28，位于銀經8.93，銀緯-0.44，其B1900.0坐标为赤經18h 1m 11.4s，赤緯-21° -0.44′ 15″。